# Miajadas
Miajadas – gmina w Hiszpanii, w prowincji Cáceres, w Estramadurze, o powierzchni 120,75 km². W 2011 roku gmina liczyła 10 150 mieszkańców.